# 你好，星期六
《你好，星期六》是由中國湖南衛視推出的一檔綜藝節目，2022年1月1日起每週六在湖南衛視播出，每週日《快樂大本營》。。由何炅、吳澤林擔任主持人，目前由檀健次、秦霄賢、李雪琴、王鶴棣、丁程鑫、楊迪擔任好六團成員。 它被列为“最受欢迎华语综艺节目”。

## 節目成員
- 2022年1月1日，首期節目由何炅主持，帶領新生主持馮禧、崔磊、袁帥「青春見習班」，還有虛擬AI主持人小漾，原常駐嘉賓為蔡少芬、秦霄賢、王鶴棣、布瑞吉。
- 2022年5月18日，湖南衛視芒果TV雙平台招商會《你好，星期六》宣布節目全新升級[6]，檀健次、蔡文靜、赵小棠加入常駐嘉賓。
- 2022年7月，節目三季度開啟夏日企劃，全新陣容官宣，固定原班底馮禧、檀健次、秦霄賢，王鶴棣回歸，加入李雪琴[7][8]。
- 2022年11月，節目進入第四季度，除原固定班底外，加入常駐嘉賓黃明昊。
- 2023年1月，原主持馮禧離開，加入新任主持吳澤林。[9][10]
- 2023年3月，節目進入第五季度，除原固定班底外，加入常駐嘉賓丁程鑫、楊迪。[11]

## 收視情形
在綜藝類節目中，你好，星期六2024年第一季的收視量及市場佔有率達到前十名。
《你好，星期六》播出的《难哄》节目实时收视率2025年3月达0.93%，位列该频道最高收视率第一名、历史第三名。

## 備註
1. ↑  白敬亭、章若楠參與[13][14]

## 外部連結
- 互联网电影数据库（IMDb）上《你好，星期六》的资料（英文）
- 你好，星期六的新浪微博
- YouTube上的你好, 星期六 Hello Saturday Officiall
- 芒果TV上的《你好星期六》专页
- Fandom上的你好，星期六暨節目列表